# Grafelijke Zalen
Le Grafelijke Zalen (en français : château du comte) est un château situé au milieu de la Binnenhof à La Haye aux pays-Bas. Il servit de palais aux comtes de Hollande et est particulièrement connu pour la Ridderzaal. Cette salle est utilisée par l'État pour les occasions officielles et constitue la plus grande salle du château.

## Histoire

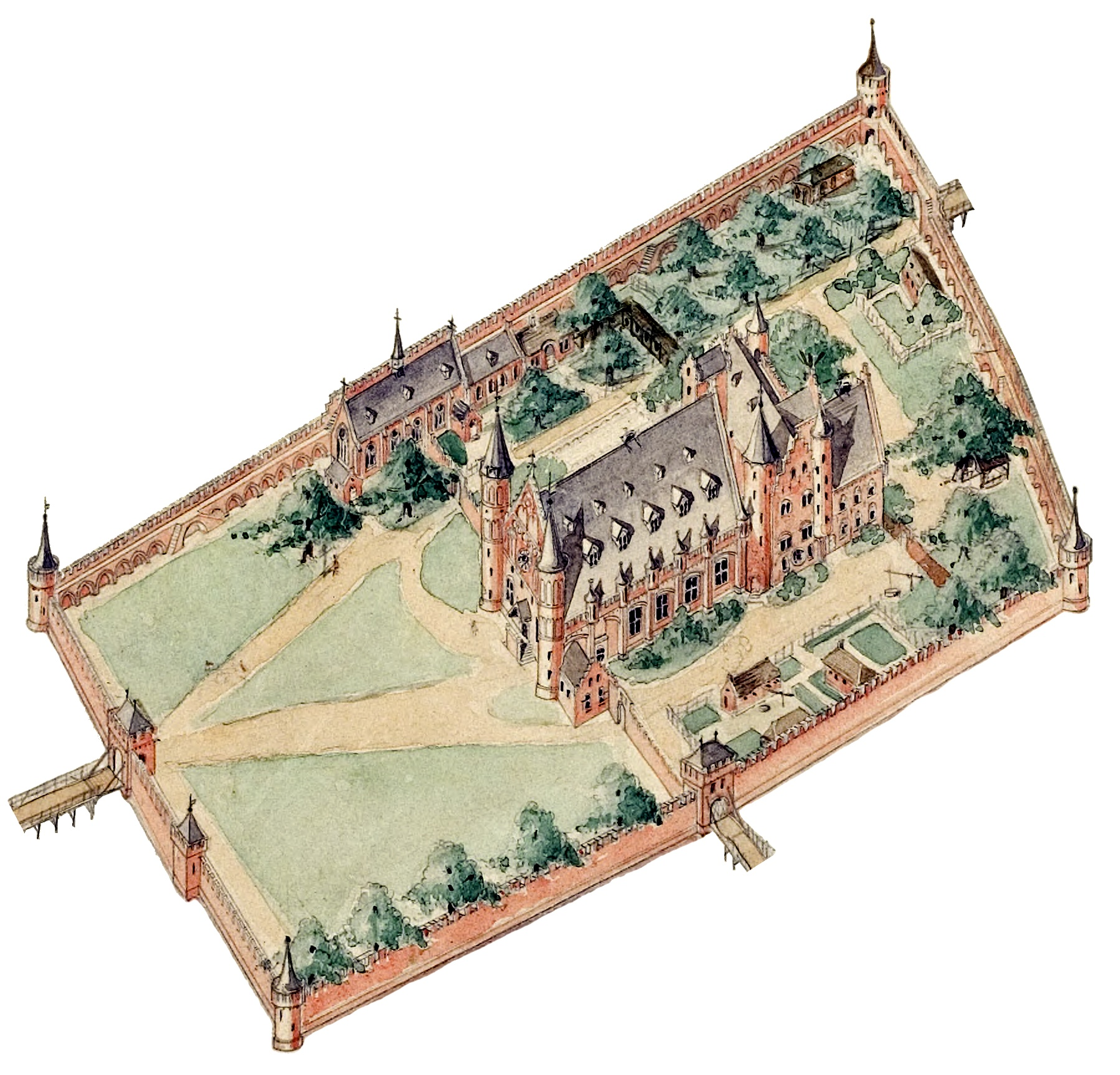
Dessin de la reconstitution du château vers 1280.

Le bâtiment date du XIIIe siècle , on ne sait pas grand-chose de son histoire ancienne, la construction ayant peut-être déjà commencé sous le comte Florent IV de Hollande. La construction de la grande Ridderzaal commence sous le comte Guillaume II de Hollande. En 1480, Johan Veldenaer rapporte dans sa Chronyck van Hollandt le rôle de Guillaume II en tant que constructeur après son retour d'Allemagne,  en tant que roi du Saint-Empire romain germanique. Le complexe est achevé sous le comte Florent V de Hollande, probablement vers 1288.
Alors qu'en Hollande les bâtiments sont principalement construits dans le style gothique hollandais, le château est construit dans le style gothique scaldien, qui combine des éléments romans et gothiques. L'église abbatiale de Loosduinen, construite entre 1238 et 1250, présente également des caractéristiques de ce type. Gérard van Leyden est souvent cité comme l'un des maîtres d'œuvre. Ce clerc, conseiller et mentor de Florent V a au moins la responsabilité financière et administrative de la construction.
Les salles les plus anciennes sont la Kelderzaal et la Rolzaal. Derrière se trouve la Lairessezaal (nommée d'après Gérard de Lairesse) avec la Hogerbeetskamer (nommée d'après l'homme politique Rombout Hogerbeets) au-dessus. La Weeskamer se trouve au-dessus de la Rolzaal. La plus grande salle, créée par Florent V sous la forme d'une salle royale anglaise, est la Grote Zaal, qui s'appelle aujourd'hui la Ridderzaal. Il existe une cour entre le Rolgebouw et la salle des chevaliers, qui a été recouverte au XXe siècle, non visible depuis la voie publique de la Binnenhof. Depuis la cour, on accède encore à une seule oubliette, actuellement utilisée comme salle de stockage.
La cave (du milieu) sous la Ridderzaal est, selon les Graven van Holland de DEH de Boer et EH P. Cordfunke, la plus ancienne partie de la Binnenhof. Elle est antérieure à la Rolzaal, à la Haagtoren, à la tour d'escalier ronde, aux appartements de la comtesse et à la Ridderzaal. En raison du rehaussement du terrain, elle est désormais devenue une cave. L'espace d'exposition sous la salle des chevaliers est situé dans l'une des trois caves voûtées.

## Rolzaal

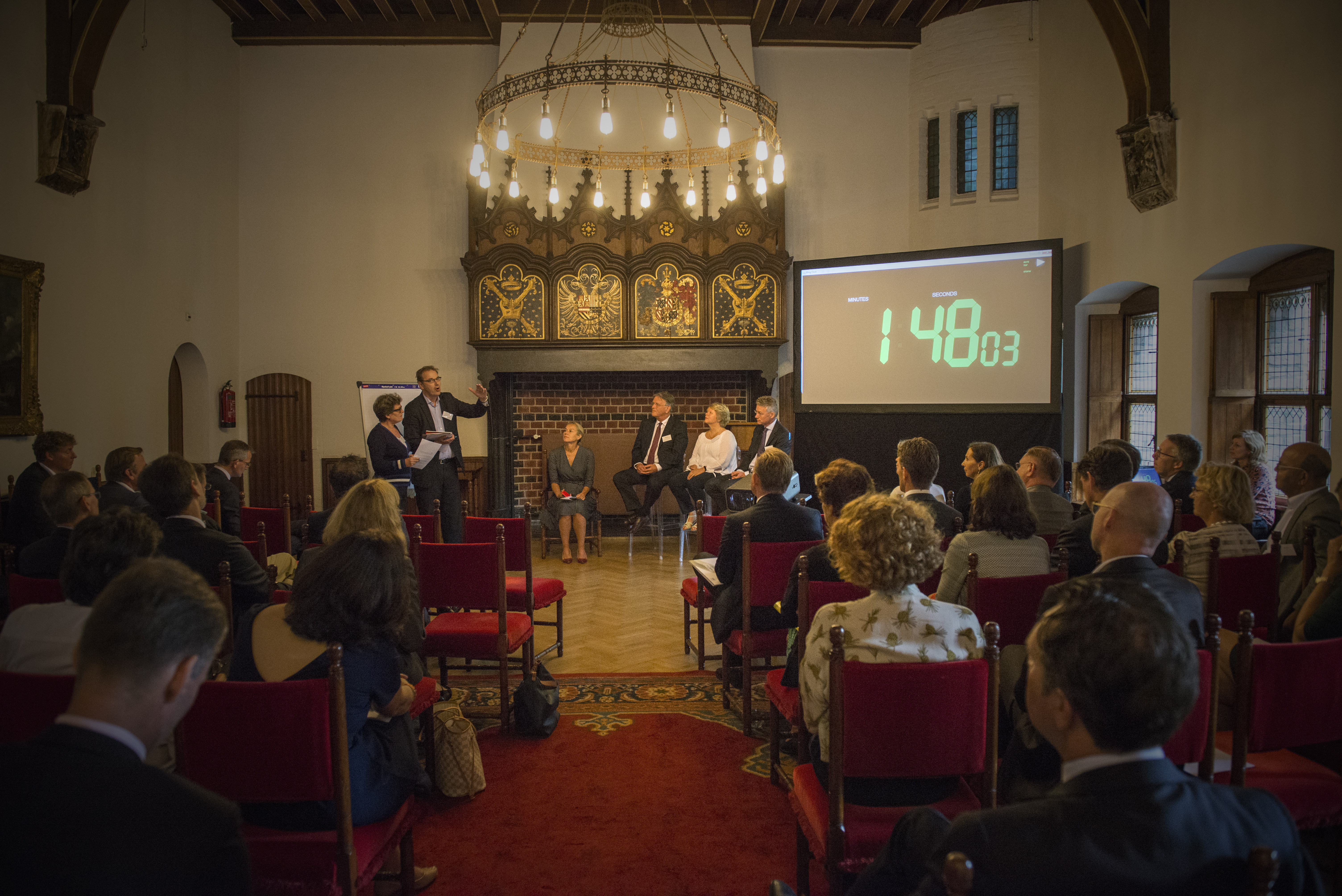
Utilisation de la Rolzaal.

La Rolzaal, à l'origine l'ancienne salle de la cour (Oude Zaal) médiévale des comtes de Hollande, est située dans les quartiers d'habitation actuels des comtes, qui s'appellent aujourd'hui simplement le Rolgebouw. Cependant, la salle n'est qu'une des pièces de ce bâtiment qui compte trois étages et une soupente. Le bâtiment comprend également la Haagtoren, qui abritait entre autres une petite chapelle d'Albert de Bavière, et possède deux tours en oriel avec des escaliers menant aux étages supérieurs. Le comte dormait au-dessus de la chapelle. 
En 1511, la Oude Zaal est utilisée comme salle d'audience ou salle du Rol (le Rol est le registre dans lequel les causes sont administrées) du Tribunal de Hollande. La salle est bientôt nommée d'après sa nouvelle fonction. La salle contient, entre autres, deux cheminées gothiques monumentales. Aujourd'hui, elle est utilisée pour les occasions officielles de l'État néerlandais (qui est la désignation de l’État néerlandais en tant que personne morale régie par le droit public). La Rolzaal est située un peu au-dessus du niveau du sol, au-dessus du Kelderzaal. En 2020, pendant la crise du corona, cette salle est utilisée par les ministres pour des réunions car elle permet garder une distance de sécurité, sans risque d'être infecté par le virus.

## Kelderzaal
Le rez-de-chaussée du Rolgebouw est en partie situé sous le niveau du sol. Ce n’est pas la situation d’origine. À l'époque de la construction, le niveau du sol était plus bas qu'aujourd'hui. À la fin du Moyen Âge, le rez-de-chaussée de la Binnenhof est surélevé, donnant l'impression que le rez-de-chaussée est un sous-sol. Cependant, la taille de ces espaces est si grande qu’ils ne peuvent pas être considérés comme des pièces subordonnées. La grande salle voûtée du XIIIe siècle sous la Rolzaal, appelée à tort « kelderzaal » (« salle des caves »), a une longueur de 24,5 mètres et une largeur qui varie de 8,77 mètres du côté sud à 9,07 mètres du côté nord. La hauteur sous plafond d'environ 6 mètres est presque la même que celle de la Rolzaal. La superficie de plus de 200 mètres carrés rendait la salle adaptée aux fonctions officielles au XIIIe siècle. Il n’existe cependant pratiquement aucune documentation sur cet espace. Aux XXe et XXIe siècles, la salle est généralement vide ou utilisée comme espace de stockage. En mai 2020, la salle est remise en service pendant la pandémie de corona. Grâce à ses dimensions spacieuses, l'espace s'avère adapté pour servir de salle de réunion à une faction de la Chambre des représentants, avec une distance suffisante entre les utilisateurs, qui ne dispose pas de suffisamment d'espace dans sa propre salle de réunion permanente pour respecter les mesures de précaution contre la contamination

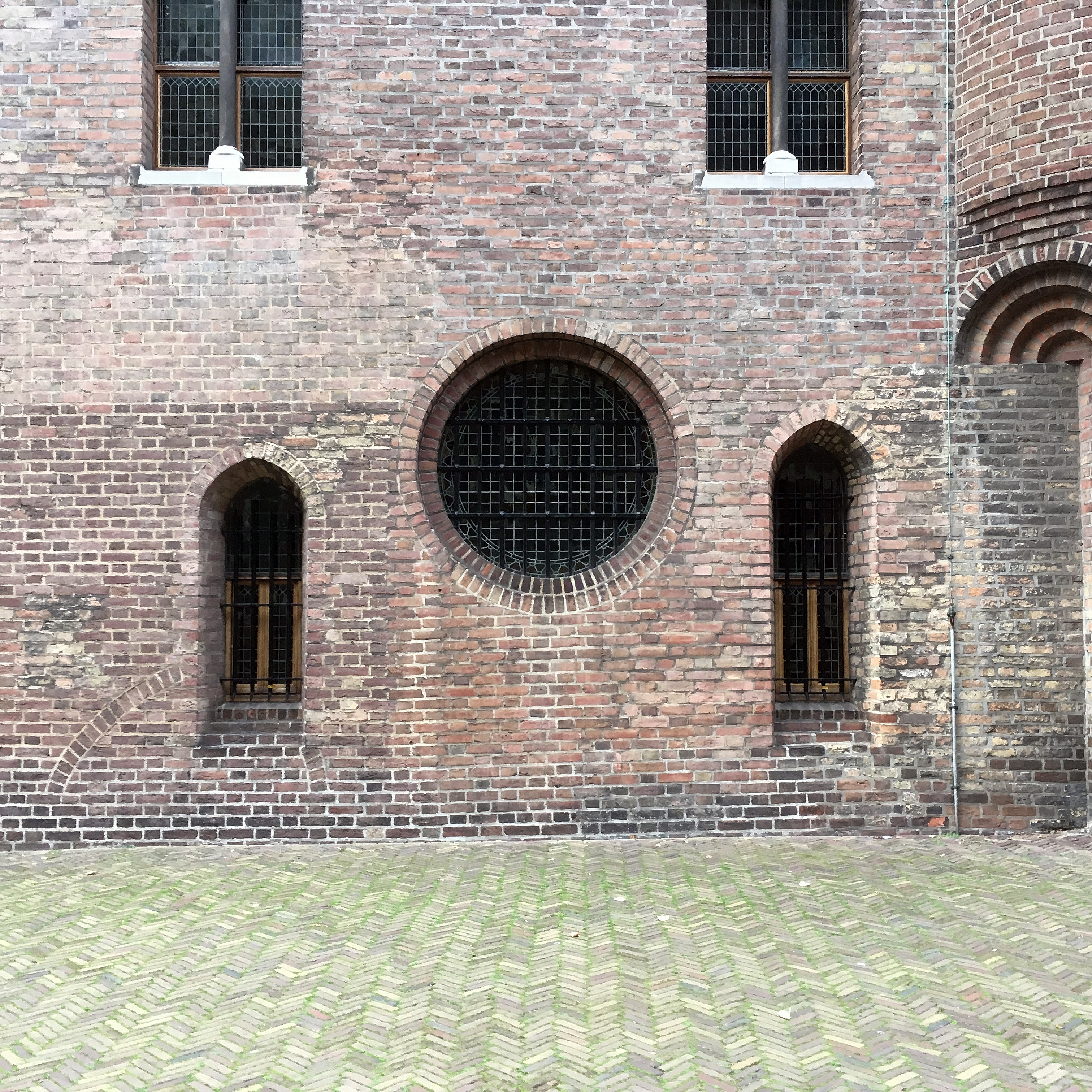
Les trois fenêtres de la kelderzaal sous le Rolzaal.

## Lairessezaal

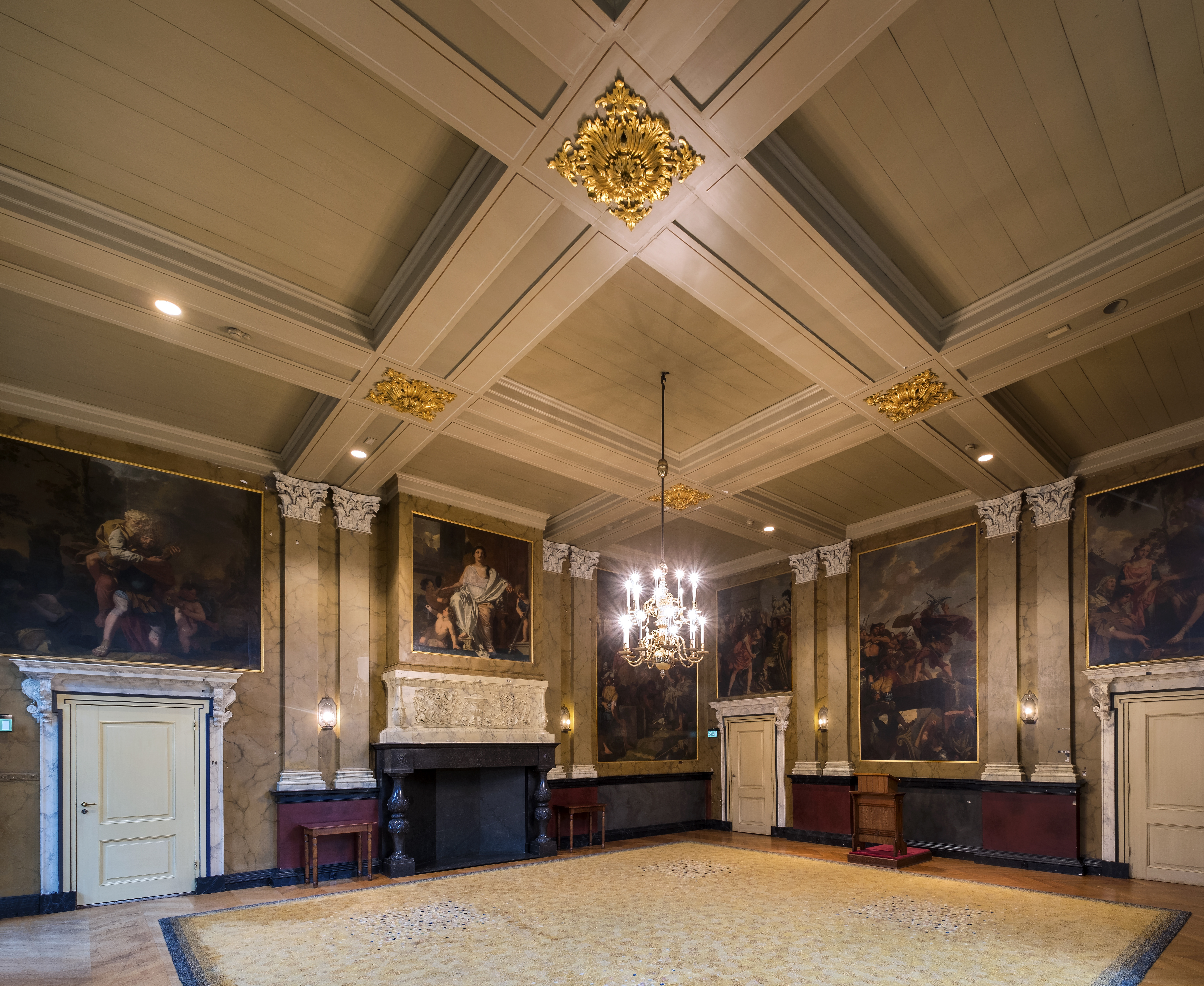
Lairiezzaal en 2017.

Le bâtiment, souvent appelé bâtiment Lairesse, est une extension du logement du comte susmentionné, achevé vers 1329. Machteld van Lancaster, épouse de Guillaume V de Hollande, y a ses quartiers privés au xIVe siècle L'ancienne salle du conseil civil de la Cour de Hollande, également connue sous le nom de Lairesseaal, du nom du peintre Gérard de Lairesse qui en a peint les murs en 1688-1689, s'y trouve également. Ces toiles, dont les thèmes sont tirés de l'histoire de la République romaine, présentent une iconographie juridique unique

## Grote Zaal
La Grote Zaal ou Salle des Chevaliers montre une influence dans la conception du Old Westminster Hall à Londres, peut-être en raison d'une alliance politique avec le roi anglais. La construction a probablement été financée avec l'argent de la rançon reçue par Floris V lorsqu'il renonce à ses prétentions au trône d'Écosse. Trois grandes caves voûtées se trouvaient sous cette salle. La cave du milieu est la plus ancienne. La cave la plus éloignée du Rolgebouw est la deuxième plus ancienne et la cave entre le Rolgebouw et la plus ancienne cave est la plus récente. On suppose que la cave la plus ancienne (du milieu) faisait partie d'une construction antérieure sur ce site. Il est démontré que les murs de la cave la plus ancienne ne faisaient pas partie à l'origine de l'actuelle salle des chevaliers. Par exemple, elle contient des niches pour fenêtres sur trois côtés des murs, qui étaient clairement situées dans un mur extérieur. La position des planchers des trois caves par rapport au niveau du sol, ainsi que les hauteurs sous plafond, sont également différentes à chaque fois. Les tentatives de datation de la cave la plus ancienne par des recherches dendrochronologiques ont jusqu'à présent échoué.
En 1880, Pierre Cuypers restaure la façade avant et les deux flèches de la salle des Chevaliers. Les flèches, représentées dans des peintures du milieu du XVIe siècle, sont remplacées par un projet historicisant de Cuypers, inspiré par la connaissance du style gothique de l'époque. Cette mesure rencontra alors une résistance farouche de la part des citoyens, notamment de l'expert en monuments Victor de Stuers, qui n'a pas de mots positifs pour qualifier ce « projet fantaisiste ». Dans les médias, on les appelle de façon moqueuse « clochers d’église ». Il n'existe aucune image ni description des flèches originales. Cuypers ignore également les anciens récits, qui décrivent les surfaces en retrait des tours et la façade avant enduites de blanc au Moyen Âge. Le reste de la façade en briques est ensuite peint en rouge. Le toit de la salle des Chevaliers et la couverture des flèches sont recouverts d'or à la même époque.

## Prison
Les pièces situées à l'étage au-dessus de la Rolzaal et de la Lairessezaal sont à l'origine utilisées comme logements pour les comtes de Hollande. Au XVIIe siècle, l'étage supérieur sert à plusieurs reprises de prison. En 1600, lors de la bataille de Nieuport, le chef militaire espagnol Don Francesco de Mendoza est capturé et est d'abord emprisonné au château de Woerden. En 1601, il est transféré au château de Persijn à Wassenaar. Il  ensuite retenu captif dans les salles situées au-dessus de la Rolzaal pendant onze mois en 1601-1602 .
En août 1618, après leur arrestation, Johan van Oldenbarneveldt, Hugo de Groot et Rombout Hogerbeets sont détenus dans les mêmes pièces, où ils restent pendant près de neuf mois. Les bas des fenêtres sont barricadés, empêchant la vue sur la rue, laissant les pièces sombres et manquant de la ventilation adéquate. Dans une quatrième salle du même étage se déroulent les séances du tribunal ad hoc qui les juge pour haute trahison 

## Monument national
Les Grafelijke Zalensont un monument national (numéro 17475 ) et appartiennent à l'État (Agence des bâtiments gouvernementaux).

## Galerie

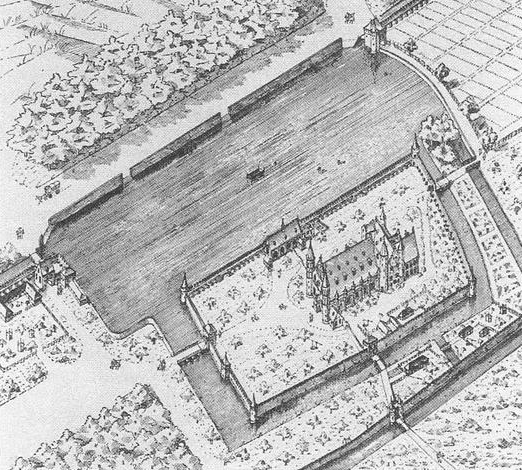
Dessin de la Binnenhof à ses débuts
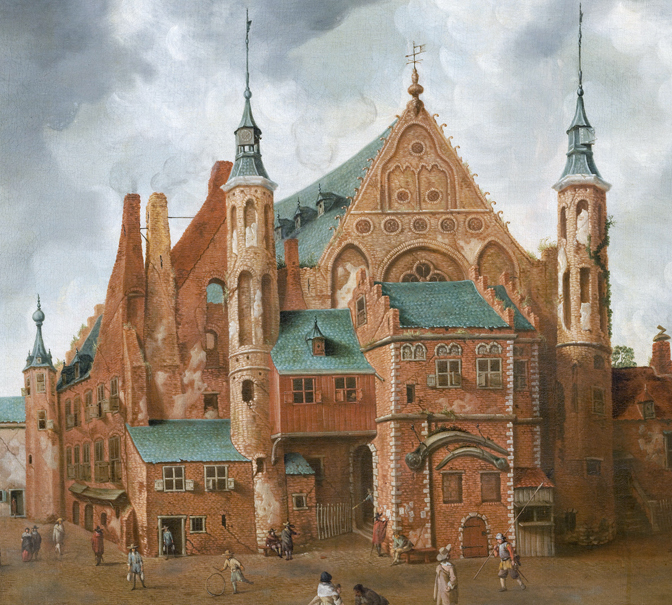
Au XVIIe siècle
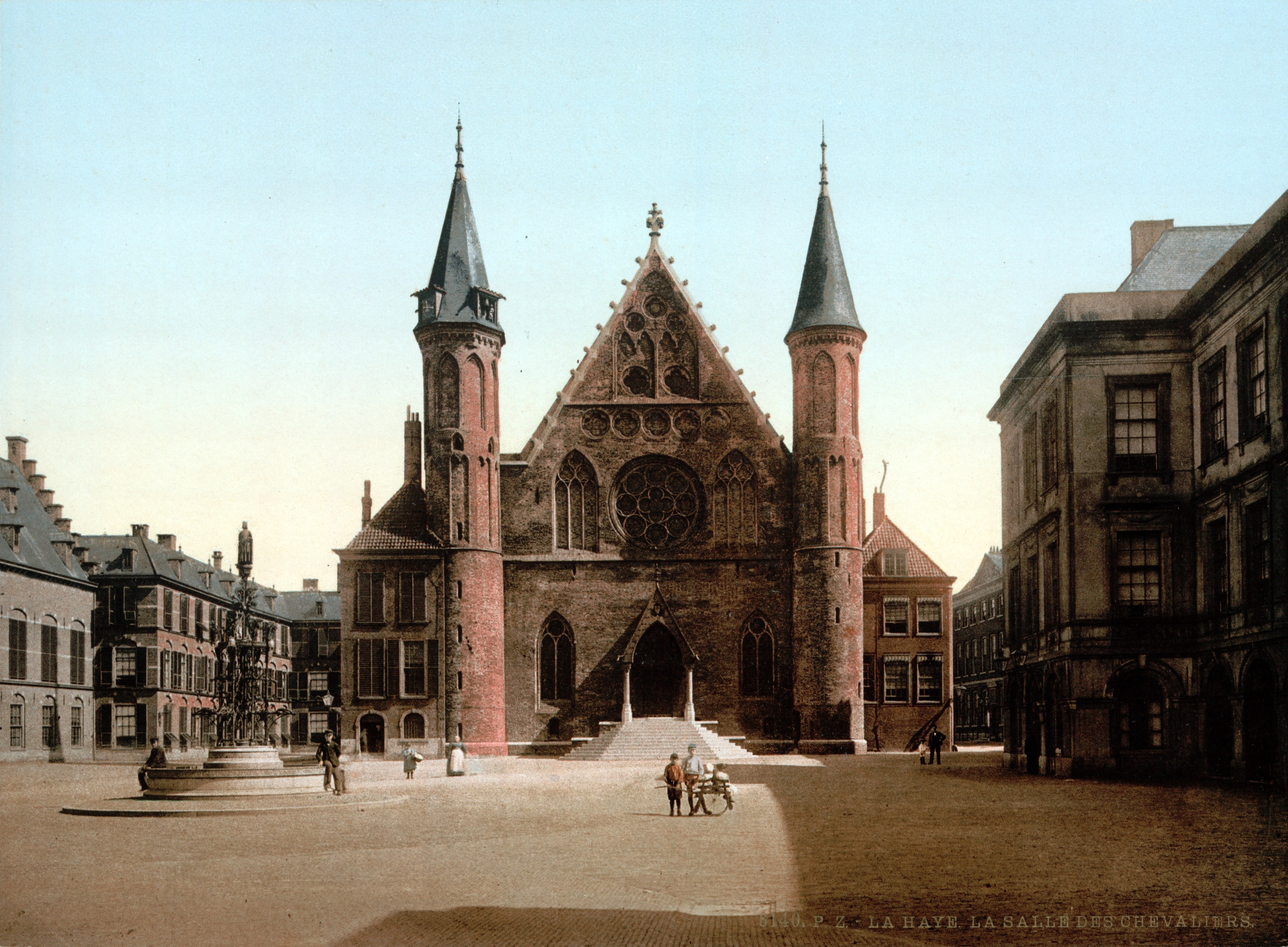
En 1900 après la restauration par PJH Cuypers
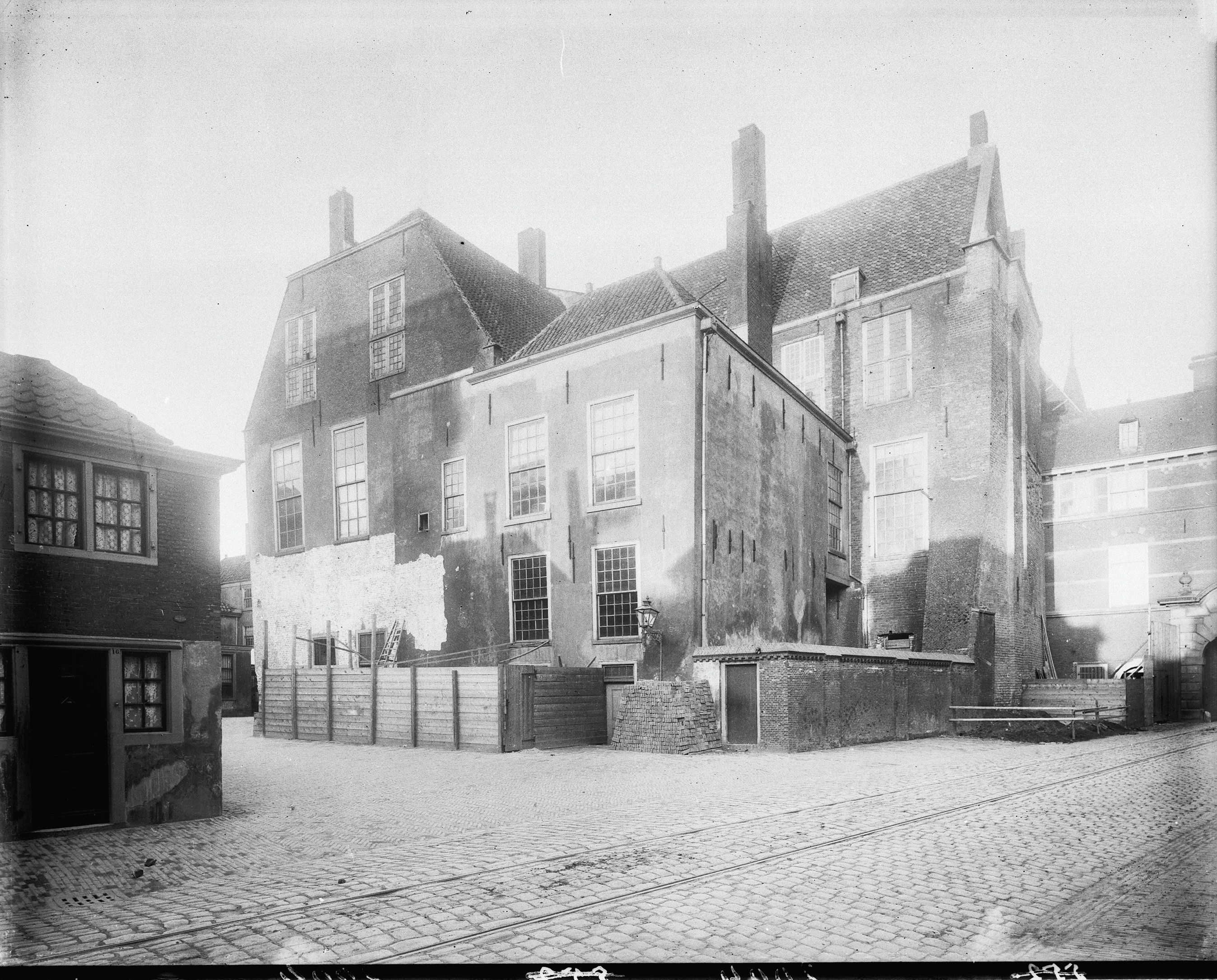
Avant restauration
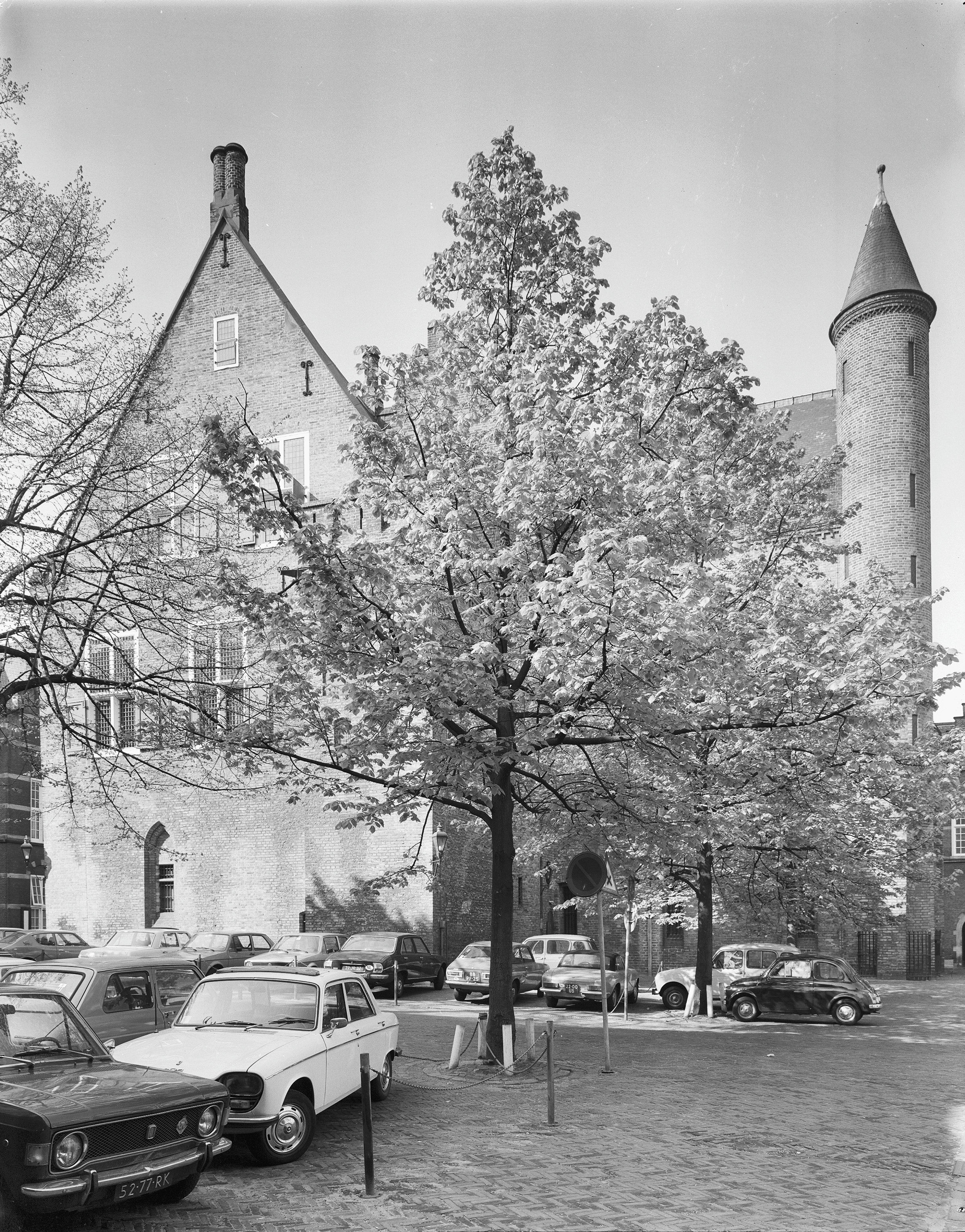
Après restauration, 1978

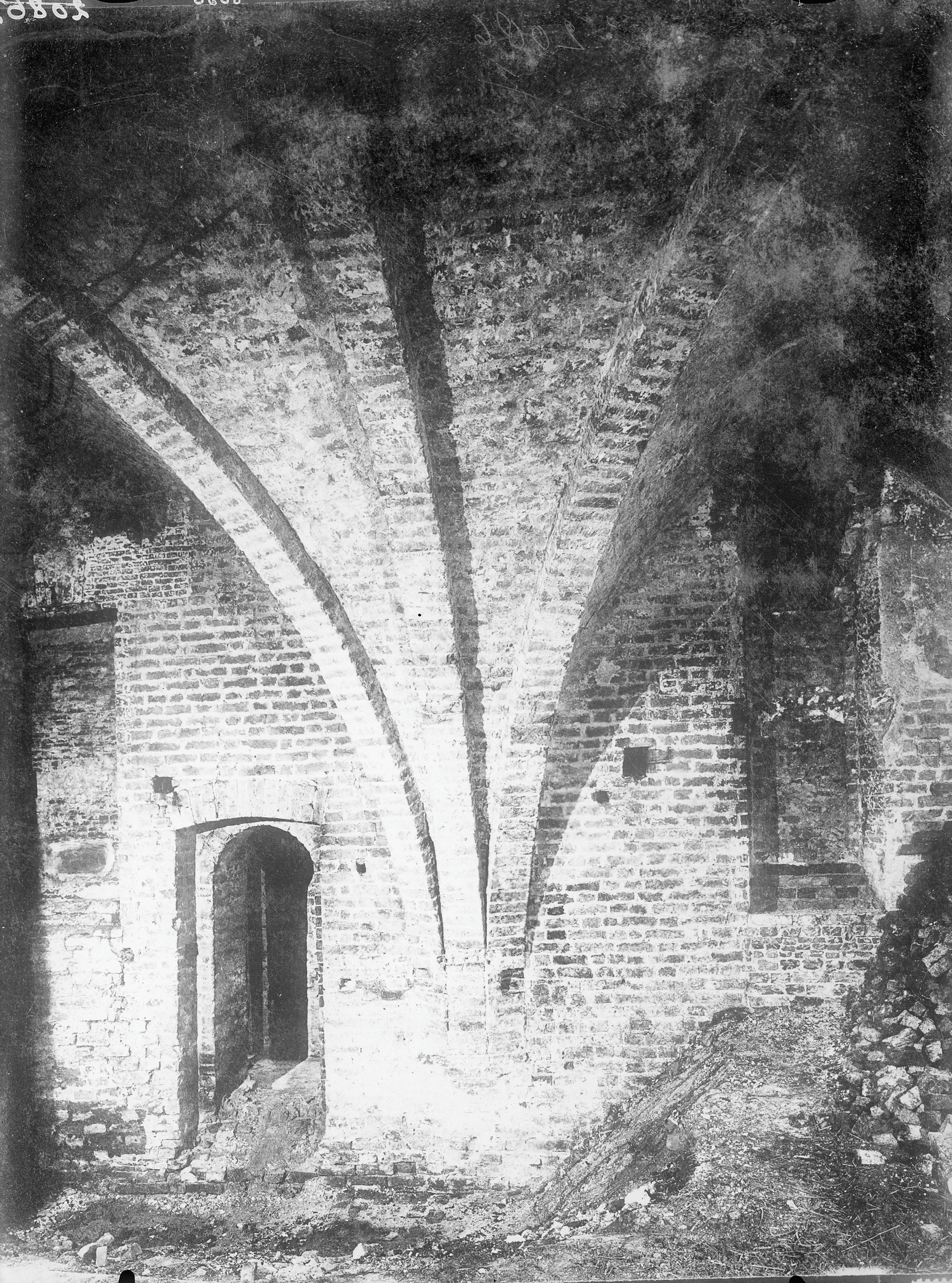
Salle voûtée sous la  Rolzaal
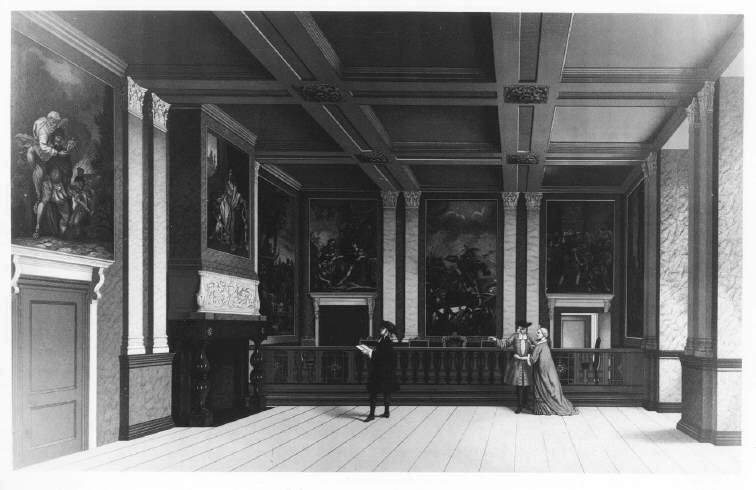
Lairessezaa, 1879
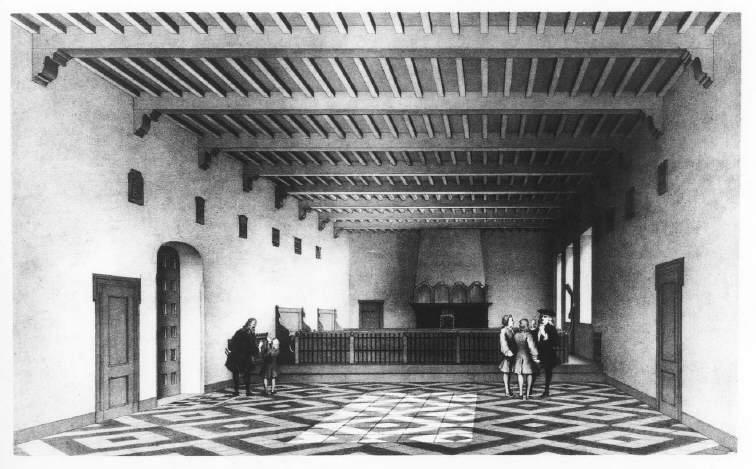
Rolzaal, 1879
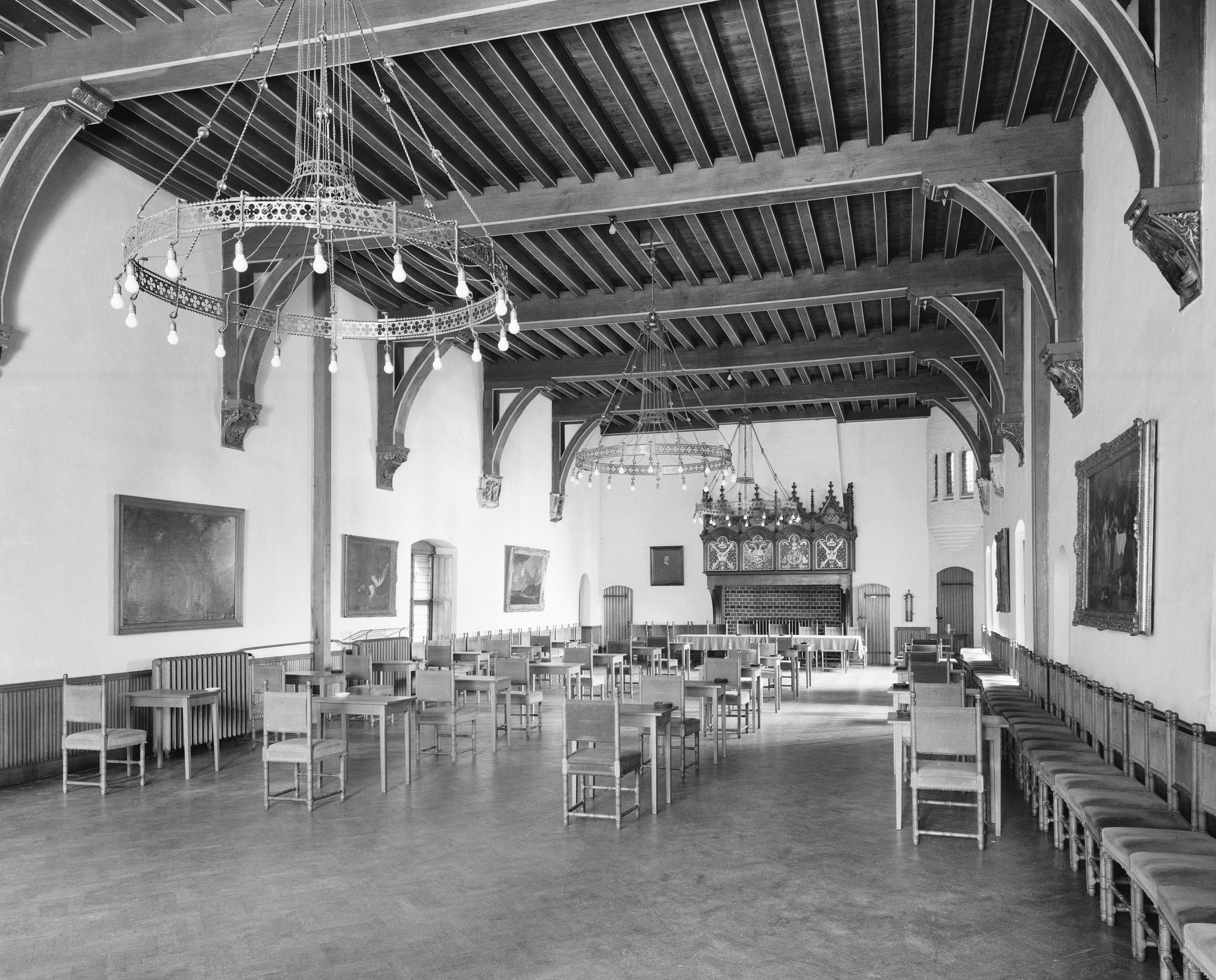
Rolzaal, 1965
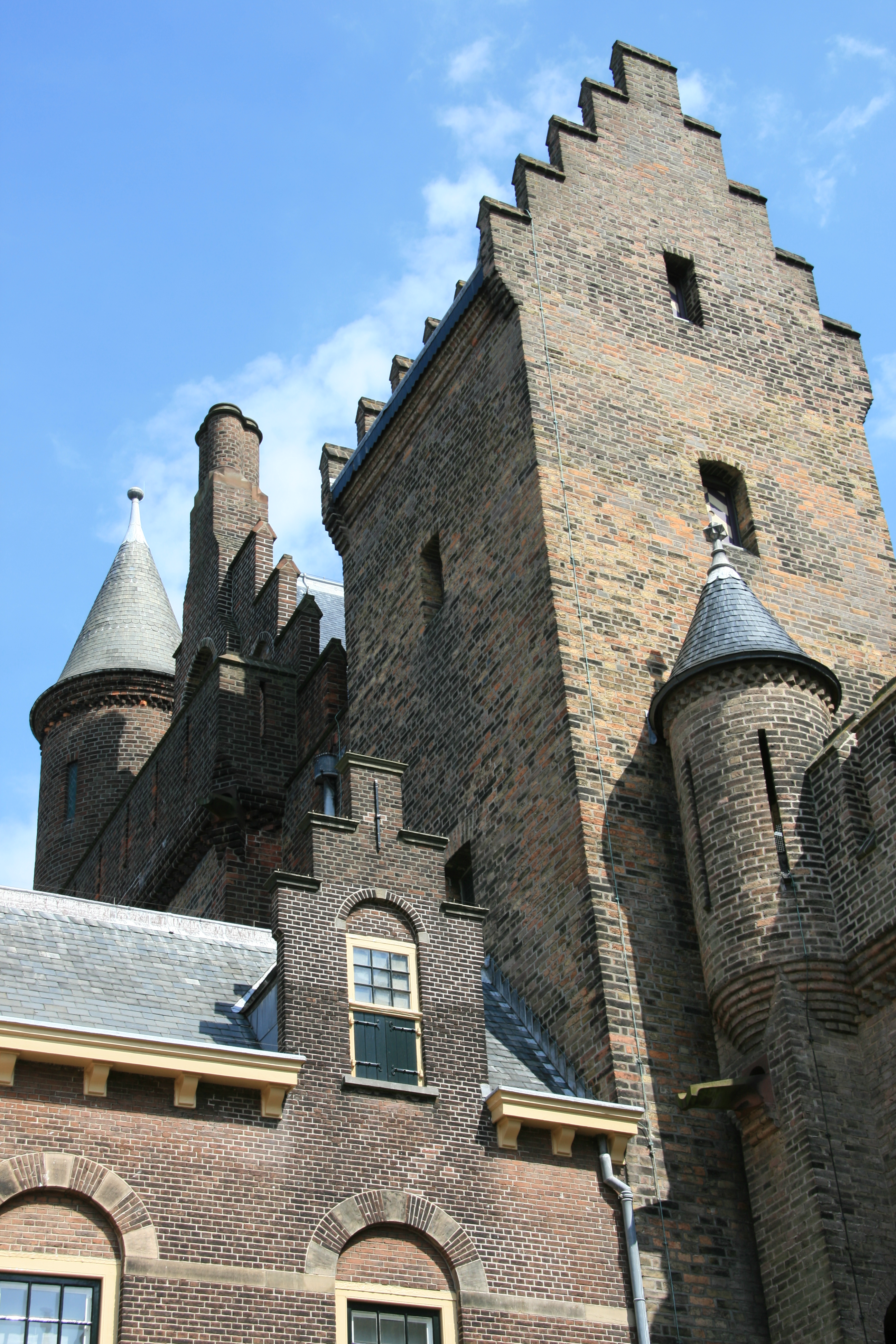
Haagtoren, 2009